# 美丽芒绵鳚
美丽芒绵鳚，為輻鰭魚綱鱸形目绵鳚亞目绵鳚科的其中一種，分布於東南太平洋的巴塔哥尼亞高原南部及西南大西洋的福克蘭群島海域，屬底棲性魚類，棲息深度100-800公尺，體長可達15.2公分。

## 扩展阅读
維基物種上的相關：美丽芒绵鳚